# 2016 en science-fiction
| Années de la science-fiction : 2013 - 2014 - 2015 - 2016 - 2017 - 2018 - 2019    |
| Décennies de la science-fiction : 1980 - 1990 - 2000 - 2010 - 2020 - 2030 - 2040 |

L'année 2016 est marquée, en matière de science-fiction, par les événements suivants.

## Naissances et décès

### Décès
- 10 juin : Gilles-Maurice Dumoulin, écrivain français, né en 1924, mort à 92 ans.
- 25 juin : Maurice G. Dantec, écrivain français, mort à 57 ans.
- 22 octobre : Sheri S. Tepper, écrivain américain, morte à 87 ans.
- 24 décembre : Richard Adams, écrivain britannique, né en 1920, mort à 96 ans.

## Prix

### Prix Hugo
- Roman : La Cinquième Saison (The Fifth Season) par N. K. Jemisin
- Roman court : Binti (Binti) par Nnedi Okorafor
- Nouvelle longue : Pékin origami (Folding Beijing) par Hao Jingfang
- Nouvelle courte : Des photos de chats, SVP (Cat Pictures Please) par Naomi Kritzer (en)
- Livre non-fictif ou apparenté : prix non décerné
- Histoire graphique : Sandman : Ouverture (en), écrit par Neil Gaiman, dessiné par J. H. Williams III
- Présentation dramatique (format long) : Seul sur Mars, scénarisé par Drew Goddard, dirigé par Ridley Scott
- Présentation dramatique (format court) : l'épisode AKA Fais-moi un sourire de la première saison de la série Jessica Jones, scénarisé par Jamie King, Scott Reynolds (en) et Melissa Rosenberg, dirigé par Michael Rymer
- Éditeur de nouvelles : Sheila E. Gilbert
- Éditeur de romans : Ellen Datlow
- Artiste professionnel : Abigail Larson
- Magazine semi-professionnel : Uncanny
- Magazine amateur : File 770
- Écrivain amateur : Mike Glyer (en)
- Artiste amateur : Steve Stiles (en)
- Podcast amateur : prix non décerné
- Prix Campbell : Andy Weir

### Prix Nebula
- Roman : Tous les oiseaux du ciel (All the Birds in the Sky) par Charlie Jane Anders
- Roman court : Les Portes perdues (Every Heart a Doorway) par Seanan McGuire
- Nouvelle longue : The Long Fall Up par William Ledbetter
- Nouvelle courte : Seasons of Glass and Iron par Amal El-Mohtar
- Prix Andre-Norton : Arabella of Mars par David D. Levine
- Prix Solstice : Peggy Rae Sapienza (en) et Toni Weisskopf (en)
- Prix Ray Bradbury : Premier Contact par Denis Villeneuve (metteur en scène) et Eric Heisserer (scénariste)
- Prix du service pour la SFWA : Jim Fiscus
- Grand maître : Jane Yolen

### Prix Locus
- Roman de science-fiction : La Miséricorde de l'ancillaire (Ancillary Mercy) par Ann Leckie
- Roman de fantasy : Déracinée (Uprooted) par Naomi Novik
- Roman pour jeunes adultes : La Couronne du berger (The Shepherd’s Crown) par Terry Pratchett
- Premier roman : La Grâce des rois (The Grace of Kings) par Ken Liu
- Roman court : Mémoire de métal (Slow Bullets) par Alastair Reynolds
- Nouvelle longue : Le Dogue noir (Black Dog) par Neil Gaiman
- Nouvelle courte : Des photos de chats, SVP (Cat Pictures Please) par Naomi Kritzer (en)
- Recueil de nouvelles : Signal d'alerte (Trigger Warning: Short Fictions and Disturbances) par Neil Gaiman
- Anthologie : Old Venus par George R. R. Martin et Gardner R. Dozois
- Livre non-fictif : Letters to Tiptree par Alisa Krasnostein et Alexandra Pierce (en)
- Livre d'art : Julie Dillon’s Imagined Realms, Book 2: Earth and Sky par Julie Dillon (en)
- Éditeur : David G. Hartwell (en)
- Magazine : Asimov's Science Fiction
- Maison d'édition : Tor Books
- Artiste : Michael Whelan

### Prix British Science Fiction
- Roman : Europe in Winter par Dave Hutchinson
- Fiction courte : Liberty Bird par Jaine Fenn

### Prix Arthur-C.-Clarke
- Lauréat : Dans la toile du temps (Children of Time) par Adrian Tchaikovsky

### Prix Sidewise
- Format long : Underground Airlines (Underground Airlines) par Ben H. Winters
- Format court : Treasure Fleet par Daniel Bensen et What If the Jewish State Had Been Established in East Africa par Adam Rovner (ex æquo)

### Prix E. E. Smith Memorial
- Lauréat : Gardner R. Dozois

### Prix Theodore-Sturgeon
- Lauréat : The Game of Smash and Recovery par Kelly Link

### Prix Lambda Literary
- Fiction spéculative : The Gracekeepers par Kirsty Logan (en)

### Prix Seiun
- Roman japonais : Onshū Seiiki par Shinji Kajio

### Grand prix de l'Imaginaire
- Roman francophone : Lum'en par Laurent Genefort
- Nouvelle francophone : Ethfrag par Laurent Genefort

### Prix Kurd-Laßwitz
- Roman germanophone : Das Schiff par Andreas Brandhorst

### Prix Curt-Siodmak
- Film de science-fiction : Seul sur Mars, film américain par Ridley Scott
- Série de science-fiction : Doctor Who
- Production allemande de science-fiction : non décerné

## Parutions littéraires

### Romans
- Gameknight999 contre Herobrine par Mark Cheverton.
- Overworld in Flames par Mark Cheverton.
- The Phantom Virus par Mark Cheverton.
- Le Pouvoir par Naomi Alderman.
- Sitrinjêta par Christian Léourier.
- System Overload par Mark Cheverton.
- L'Année du lion, par Deon Meyer.

### Recueils de nouvelles et anthologies
- Futurs insolites, anthologie composée par Elena Avdija et Jean-François Thomas.
- Scintillements, recueil de nouvelles par Ayerdhal.

### Essais
- The Geek Feminist Revolution par Kameron Hurley.

## Sorties audiovisuelles

### Films
- Batman v Superman : L'Aube de la justice par Zack Snyder.
- La Cinquième Vague par J Blakeson.
- Divergente 3 : Au-delà du mur par Robert Schwentke.
- Godzilla Resurgence par Hideaki Anno et Shinji Higuchi.
- Independence Day: Resurgence par Roland Emmerich.
- Passengers par Morten Tyldum.
- Premier Contact par Denis Villeneuve.
- Rogue One: A Star Wars Story par Gareth Edwards.
- Star Trek : Sans limites par Justin Lin.
- X-Men: Apocalypse par Bryan Singer.

### Séries
- Les 100, saison 3.
- 3%, saison 1.
- La Boucle infernale.
- The Expanse, saison 1.
- Killjoys, saison 2.
- Le Maître du Haut Château, saison 2.
- Star Wars Rebels, saison 3.
- Stranger Things, saison 1.
- Trepalium.
- Westworld, saison 1.
- X-Files : Aux frontières du réel, saison 10.
- Z Nation, saison 3.

## Sorties vidéoludiques
- Star Citizen par Cloud Imperium Games.